# 시라이시 슌야
시라이시 슌야(일본어: 白石隼也, 1990년 8월 3일 ~ )는 일본의 배우이다.
카나가와현 출신. 호리프로 소속.

## 내력
2007년 「제 20회 쥬논 슈퍼 보이 콘테스트」에서 준 그랑프리를 수상.
2008년 영화 《제복 서바이걸 2》로 배우 데뷔.

## 인물
- 취미 및 특기는 축구, 스노보드, 서핑, 풋살 등.
- 고등학교 때까지 축구선수로 활동했으며, 지인의 권유로 쥬논 슈퍼보이 콘테스트에 나갔다가 연예계에 입문했다고 한다.
- 어렸을 때부터 동경 베르디의 팬이었으며 매 시즌때마다 티켓을 구매한다고 한다.
- 텀블러 블로그와 트위터를 통해 주로 소식을 전해왔으나 2019년부터 신입 매니저의 권유로 인스타그램을 새로 개설했다. 텀블러 블로그에 게시한 후일담에 따르면 인스타그램에 익숙하지 않아서 여러 번 권유를 거절했으나 매니저가 집요하게 따라다니면서 400장 넘는 사진을 찍어갔다고 한다.

## 출연

### 드라마
- 고쿠센 졸업 스페셜'09 (2009년 3월 28일, 닛폰 TV) - 츠치이 준야 역
- 여름의 사랑은 무지개색으로 빛난다 최종화 (2010년 9월 20일, 후지 TV)
- Q10 (2010년 10월~12월, 닛폰 TV) - 타키 레이지 역
- 우타세라 「BLeeeeN」 (2010년 12월, TBS・TOKYO MX)
- 혼보시~심리특수사건부~ (2011년 1월~3월, TV아사히) - 사쿠라이 신고 역
- 무코다 쿠니코 드라마 스페셜 사갈과 같이 (2012년 3월 14일, TV 도쿄)
- 후쿠오카 연애백서 7 ~ 두 개의 Love Story ~ 1화 (2012년 3월 24일, 규슈 아사히 방송) - 타카하시 준 역
- 가면라이더 포제 최종화 (2012년 8월 26일, TV아사히) - 반지를 낀 남자(소우마 하루토) 역
- 가면라이더 위자드 (2012년 9월 2일 ~ 2013년 9월, TV아사히) - 주연·소우마 하루토/가면라이더 위자드(목소리) 역
- 피안도 (2013년 10월~12월, MBS) - 주연·미야모토 아키라 역
- 내가 싫어하는 탐정 (2014년 1월 ~ 3월, TV 아사히) - 토무라 류헤이 역
- 연속 TV 소설 하나코와 앤 25-26주 (2014년 9월, NHK) - 고이즈미 하루히코 역
- 속죄의 소나타 (2015년 1월~2월, WOWOW) - 코테가와 카즈야 역
- 런치의 앗코짱 (2015년 5월 12일 ~ 6월 30일, NHK BS 프리미엄) - 료타로 역
- 라스트 키스 (2015년 10월 16일・23일・30일, Youtube) - 후유키 역
- 목소리 사랑 (2016년 7월 8일 ~ 9월 9일, TV 도쿄) - 요시오카 쿄시로 역
- 피안도 Love is over (2016년 9월~10월, MBS) - 주연·미야모토 아키라 역
- 굿모닝 콜 (2016년 10월 12일 ~ 2017년 1월 11일, Netflix/후지 TV) - 주연·우에하라 히사시 역
- 대하 드라마 사나다 마루 41-49화 (2016년 10월~12월, NHK) - 기무라 시게나리 역
- 수수께끼LIVE 「Cats와 성야의 살인자」 (2016년 12월 24일, NHK BS 프리미엄) - 주연·아키 사쿠타로 역
- 수수께끼LIVE 「Cats로 되살아난 모리어티」 (2017년 7월 8일, NHK BS 프리미엄) - 주연·아키 사쿠타로 역
- 도쿄 앨리스 (2017년 8월~11월, Amazone Prime) - 오다기리 슌 역
- 어둠의 반주자 ~ 편집장의 조건~ (2018년 3월~4월, WOWOW) - 이토 쇼타 역
- 굿모닝 콜 - Our Campus Days (2018년 4월 18일 ~ 6월 27일, Netflix/후지 TV) - 주연·우에하라 히사시 역
- 시그널 장기 미제 사건 수사반 5-7화 (2018년 5월 8일 ~ 5월 22일, 후지TV) - 시라이시 토모히로 역
- 아프로 다나카 (2019년 7월 6일 ~ 9월 7일, WOWOW) - 다카하시 스스무 역
- 런웨이 24 (2019년 7월 7일 ~ 9월 22일, TV 아사히) - 카츠키 테츠야 역
- W현경의 비극 6화 (2019년 9월 7일, BS 도쿄) - 니시쿠보 료이치 역
- 런치 미팅 탐정 ~사랑과 맛집과 수수께끼와~ 6화 (2020년 2월 13일, 닛폰 TV) - 카츠마타 츠요시 역
- 라스트라인 형사 이와쿠라 츠요시 (2020년 6월 29일, TV 도쿄) - 스기다 마시유키 역
- 요코야마 히데오 서스펜스 「침묵의 알리바이」 (2020년 10월 26일, TV 도쿄) - 야시로 이사오 역
- 요코야마 히데오 서스펜스 「모노크롬의 반전」 (2020년 11월 9일, TV 도쿄) - 야시로 이사오 역
- 액터스 쇼트 필름 「쏠려라」 (2021년 1월 23일 WOWOW) - 감독・각본・출연
- 연애 만화가 (2021년 4월 8일 ~ 6월 17일, 후지 TV) - 카리베 준 역
- 어차피 이제 도망칠 수 없다 (2021년, MBS) - 카스야 세이이치 역
- 그래서 죽일 수 없었다 (2022년 1월 9일~ , WOWOW) - 미야모토 유고 역

### 영화
- 제복 서바이걸 2 (2008년 12월 6일) - 아이다 유헤이 역
- 고쿠센 THE MOVIE (2009년 7월 11일, 도호) - 츠치이 준야 역
- 학교 뒷사이트 (2009년 7월 25일) - 토도로키 켄지 역
- 오오아라이에도 별은 떨어져 (2009년 11월 7일) - 하야시 역
- 바다의 금붕어 (2010년 4월 10일) - 테라지마 마사루 역
- 간츠 (2011년 1월 19일, 도호) - 사쿠라이 히로토 역
- 간츠 - 퍼펙트 앤서 (2011년 4월 23일, 도호) - 사쿠라이 히로토 역
- 닌자보이 란타로 (2011년 7월 23일) - 코마츠다 슈사쿠 역
- 눈송이 (2011년 8월 6일) - 타무라 토오루 역
- 카이지 2 - 인생탈환게임 (2011년 11월 5일) - 미요시 토모히로 역
- 시그널 ~ 월요일의 루카~ (2012년 6월 9일) - 미야세 하루토 역
- 가면라이더 시리즈
  - 가면라이더 포제 THE MOVIE 다 함께 우주 왔다! (2012년 8월 4일) - 가면라이더 위자드(목소리) 역
  - 가면라이더X가면라이더 위자드&포제 MOVIE 대전 얼티메이텀 (2012년 12월 8일) - 주연·소우마 하루토/가면라이더 위자드(목소리) 역
  - 가면라이더X슈퍼 전대x우주형사 슈퍼히어로 대전Z (2013년 4월 27일) - 소우마 하루토/가면라이더 위자드(목소리) 역
  - 극장판 가면라이더 위자드 in magic land (2013년 8월 3일) - 주연·소우마 하루토/가면라이더 위자드(목소리) 역
  - 가면라이더X가면라이더 가이무&위자드 천하를 겨루는 전국 MOVIE 대합전 (2013년 12월 14일) - 주연·소우마 하루토/가면라이더 위자드(목소리) 역
  - 헤이세이 라이더x쇼와 라이더: 가면라이더 대전 feat.슈퍼전대 (2014년 3월 29일) - 소우마 하루토/가면라이더 위자드(목소리) 역
  - 가면라이더 헤이세이 제네레이션즈 팩맨 대 에그제이드 & 고스트 with 레전드 라이더 (2016년 12월 10일) - 소우마 하루토/가면라이더 위자드(목소리) 역
- 예를 들어, 레몬 (2012년 12월 15일) - 젊은 경찰 역
- 꿈길 (2013년 12월 14일) - 나카지마 타카오 역
- 소름 - 극장판 2- (2014년 9월 2일) - 요헤이 역
- 거울 속의 미소들 (2015년 5월 30일) - 주연·이노우에 료 역

- 더 크로니클 : 뮤턴트의 반격 (2015년 6월 27일, 워너 브라더스 영화) - 와타루 역
- 노조키메 (2016년 4월 2일) - 츠다 신지 역
- 피안도 디럭스 (2016년 10월 15일) - 주연·미야모토 아키라 역
- 도쿄구울 (2017년 7월 29일, 쇼치쿠) - 니시오 니시키 역
- 호페이로의 우울 (2018년 1월 13일) - 주연·사카가미 에이사쿠 역
- 엄마가 아무리 나를 미워해도 (2018년 11월 16일) - 타이쇼 역
- 도쿄구울S (2019년 7월 19일) - 니시오 니시키 역
- GANDABA strings of a broken harp (2020년 1월 23일) - 히로시 역
- 등불 바람의 쟁반 (2020년 9월) - 야마모토 유타 역
- 1921 (2021년 7월 1일) - 콘도 에이조 역